# Herlaug Haraldsson
Herlaug Haraldsson o Herlaug Grjotgardsson (n. 768) fue un caudillo vikingo de Norland, jarl de Namdalen y posiblemente también de Hålogaland hacia la primera mitad del siglo IX (c. 825). Según el historiador Mogens Bugge en su «Våre forfedre», era segundo hijo de Harald Trondsson, jarl de Namdalen. Sin embargo en «Rosensverdslektens forfedre» de Bent Billing Hansen y Vidar Billing Hansen citan a otro jarl de Namdalen, Grjotgard Herlaugsson (m. 867?) como padre. Ambos usaron el poema Háleygjatal como fuente primaria y en consecuencia es posible que una errata provoque la diferencia informativa.
Herlaug se asentó más al sur de su territorio junto a otro caudillo llamado Hrollaug, y ostentó el título de jarl de Namdalen (Naumadaljarl).

## Herencia
- Grjotgard Herlaugsson, históricamente se considera que el primer jarl de Lade.
- Sigurd Grjotgardsson, hersir de Sandnes.
- Ranveig Grjotgardsdatter, esposa de Ljot den kloke Thorgrimsson (apodado el Sabio).
- Håvard Grjotgardsson Yrjar
- Aesa Grjotgardsdottir
- Havardur Grjotgardsson